# Dirk Christiaens
Dirk Andries Eugen Christiaens (Etterbeek, 1 maart 1942) is een Vlaams dichter. 

## Biografie
Na zijn studie Germaanse filologie en geschiedenis werkte hij voor de Dienst Kunstzaken van de Vlaamse televisie, en was werkzaam als bestuurssecretaris bij de BRT. Ook was Christiaens redacteur van het tijdschrift "Impuls", waar hij,  beïnvloed door kunstenaars als Jeroen Bosch en Breughel, begon als experimentaleel dichter. 
In 1962 bracht Dirk Christiaens zijn eerste bundel genaamd "Seinen" uit. Naarmate de tijd verstreek werden zijn gedichten steeds realistischer. Christiaens ontving in 1968 en 1970 de Prijs van de Vlaamse Poëziedagen. Gedurende twintig jaar was de dichter als docent letterkunde verbonden aan het Koninklijk Conservatorium Brussel/Erasmushogeschool.